# لوكا دل بابا
لوكا دل بابا (بالإيطالية: Luca Del Papa)‏ (7 فبراير 1994 بمونتيسيلفانو في إيطاليا - ) هو لاعب كرة قدم إيطالي في مركز الهجوم. لعب مع نادي بيسكارا ويوفنتوس ونادي كييتي كالسيو الرياضي وBudapest Honvéd FC II ‏.

## وصلات خارجية
- لوكا دل بابا على موقع قاعدة بيانات كرة القدم.إي يو (الإنجليزية)